# 河上丈太郎
河上 丈太郎（かわかみ じょうたろう、1889年〈明治22年〉1月3日 - 1965年〈昭和40年〉12月3日）は、日本の政治家。右派社会党委員長、日本社会党委員長を歴任した。息子は衆議院議員・社会党国際局長をつとめた河上民雄。

## 来歴・人物

### 生い立ち
東京都港区出身。古材木商河上新太郎の息子として生まれた。丈太郎が幼いときに、父がキリスト教に入信し、父の影響で丈太郎自身も敬虔なクリスチャンとなった。丈太郎は5歳の時から、父に連れられて霊南坂の祈禱会に通った。
ちょうど教会不振の折で、牧師の留岡幸助と本間俊平、河上父子の4人だったが、熱烈な会で2～3時間もかかり、幼い丈太郎は退屈した。しかし熱い祈りの印象が強く残った。丈太郎が学校に上がると、字の読めない父は、毎晩丈太郎に旧約聖書を一章ずつ読ませた。後年父は「立派な政治家になって、神と人のために尽くしてくれ」と遺言して逝去した。
立教中学に通っている時に、『万朝報』に掲載された、堺利彦と幸徳秋水が掲載した「退社の辞」に感銘を受け、社会主義思想に関心を持つようになった。
1908年、第一高等学校英法科入学。一高英法科の同級生に賀屋興宣、河合栄治郎などがいる。
1915年、東京帝国大学法学部政治学科卒業。就職先として、朝鮮総督府が用意されたが、その武断統治を嫌って、立教大学の講師となった。後に同僚の勧めで関西学院に教授として赴任した。関西学院教授時代、賀川豊彦と出会った河上は労働学校の講師をつとめるようになり、次第に社会主義の実践運動にのめりこんでいった。
なお、関西学院教授時代に東京帝国大学法学部法律学科に学士入学して、弁護士資格を取得している。

### 結婚
関西学院の教授をしていた1918年、手紙のやり取りだけで一度も会うことがないまま、平岩末子と結婚することを2人で決めた。末子の父は日本メソヂスト教会第二代監督平岩愃保であったが、末子が勝手に結婚相手を決めたことに怒り、丈太郎が変人だということで反対した。末子は二晩かかって父に懇願してゆるしてもらった。
丈太郎も家族に相談もなく決めたので、父に大反対された。父は教養ある女性に偏見があった。しかし易者に見てもらったところ、いい相性だと言われ賛成した。
結婚式場は青山学院の大講堂と一旦決まったのに、「人生は小さなところから出発すべきだ」と丈太郎が言い張ったので、そばの5坪ほどのハリス館に変更された。狭かったので参列者は座ることもできなかった。結婚指輪もなく、記念の写真撮影もしなかった。式後、河上家の帳場で夜の家庭礼拝をした。

### 無産党代議士として
1928年（昭和3年）の第1回普通選挙に河上は日本労農党公認で出馬して当選し、8人の無産党代議士の一人となった。その後、1932年（昭和7年）の総選挙で落選するが、1936年（昭和11年）の総選挙で返り咲き、以後、公職から追放された時期を除き、死ぬまで、衆議院議員であり続けた。その後日本大衆党・全国大衆党・全国労農大衆党に所属した。
1932年（昭和7年）に日本の無産政党が社会大衆党として統一されると、河上も社会大衆党に属し、社会大衆党の国家社会主義的な政策を支持した。1940年（昭和15年）、斎藤隆夫による反軍演説では、同じ社会大衆党の浅沼稲次郎、河野密らと共に斎藤の議員除名決議に賛同した。この年、社会大衆党内で国家社会主義的な政策を推進していた麻生久（麻生良方の父）が亡くなると、麻生の名代として大政翼賛会総務となった。これらが理由で、
第二次世界大戦後、河上は戦争に協力したとして、1948年（昭和23年）5月13日、政府から公職追放確定の発表を受けた。

### 右派社会党委員長として

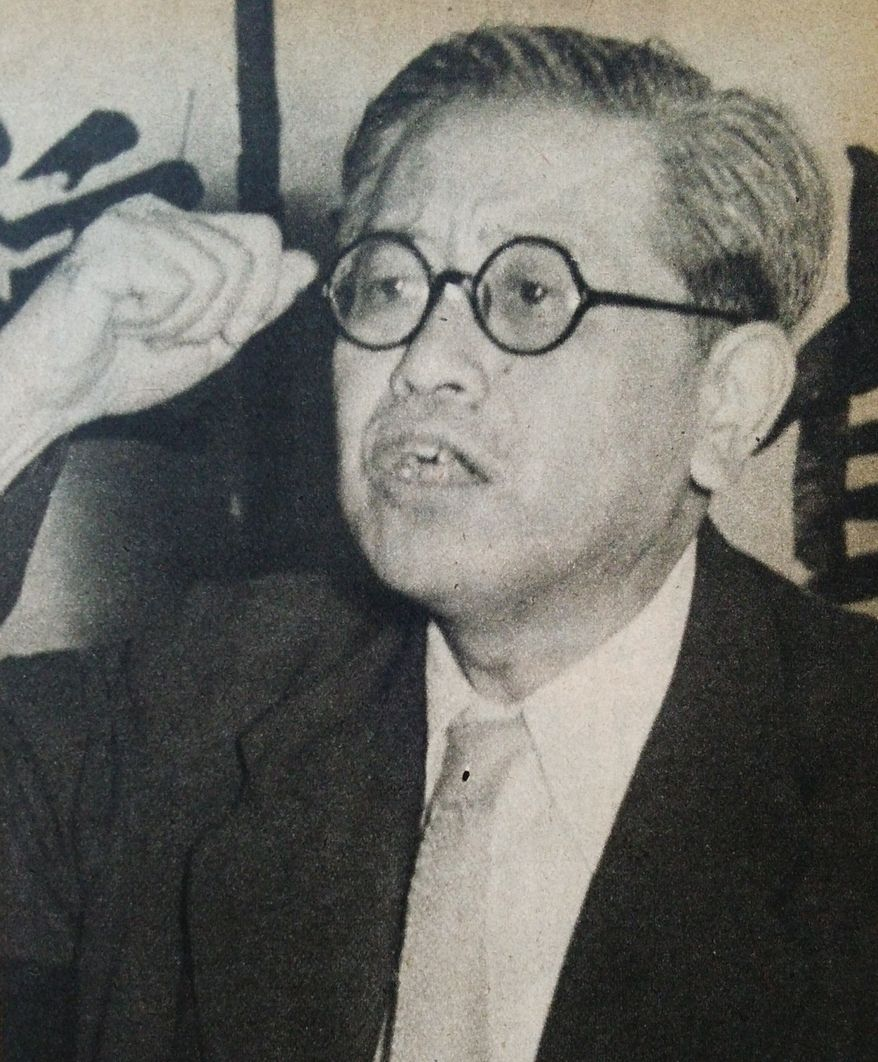
1952年9月

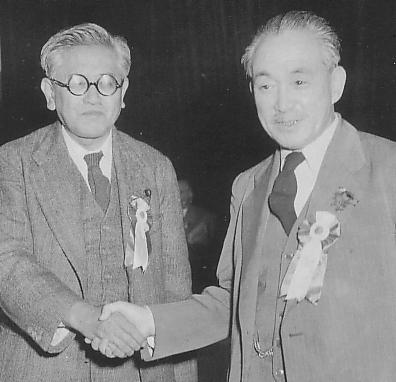
鈴木茂三郎（右）とともに（1950年頃）

1951年、公職追放を解除されると、翌1952年に右派社会党の委員長に推された。このとき、河上は「委員長は十字架である」と演説して、「十字架委員長」の異名をつけられた。「十字架委員長」と呼ばれてからまもなく丈太郎は国会内の祈禱会を始めた。毎週木曜の午前八時十分から、第二会館議員会議室で、クリスチャンの議員が集まり続けられるようになった。
同年の第25回衆議院議員総選挙では、支持者に対して「私は長い追放生活を終えて、ようやくこうして諸君と相まみえることができるようになった。私の公職追放は、私がある団体に関与していたからである。私の真情をいえば、必ずしも進んでその団体に参加したわけではないが、今は多くを弁解しない。諸君の中に、私の戦時中の行動に批判を抱く人がいたら、どうか選挙を通じて厳正な批判を下していただきたい。また、この河上を許してくれる人は、河上一個人のためでなく日本社会党の前進のために御協力いただきたい」と演説して、自らの戦争責任を謝罪した。この選挙では、公職追放を解除された政治家が多く立候補したが、自らの戦争責任を認めたのは河上ただ一人であったと言われている。
1955年、社会党再統一となると、委員長の座を左派社会党の鈴木茂三郎に譲り、自らは党の顧問となった。その後の河上は平和運動に邁進し、戦時中に商工大臣だった岸信介が首相に就任すると、自らの戦争責任を認めた上で、岸に対しても戦争責任を認めるよう追及するなどしている。
1960年6月17日、衆議院議員面会所で請願を受けていた際に、右翼に左肩を刺され負傷。

### 社会党委員長として
1960年、西尾末広が民社党を結成すると、動揺した河上派の国会議員の一部が民社党に走った。その際、総評の太田薫議長が河上に対して選挙協力と引き換えに、河上派全体が民社党に移らないよう要請したと言われているが、太田の申し出を聞いた河上は激怒して、「自分たちは損得のためにやっているのではない」と太田を追い出したのが真相である。しかし、河上派の動揺を抑えるため、河上は同年の委員長選挙に出馬し、鈴木派が推す浅沼稲次郎を僅差まで追い詰めた。予想外の支持が集まったことに河上派の国会議員は満足して、河上派の動揺は収まり、河上は社会党の分裂を最小限に食い止めることに成功した。しかし、河上を破って委員長に就任した浅沼は刺殺されてしまい（浅沼刺殺後は江田三郎が委員長代行）、翌年、河上が委員長となった。
晩年、遊説中に病に倒れ病状が悪化する中で、そのような状態で委員長を続ければ、後世に「地位に恋々とする政治家だったとの酷評を受けることになる」として、長男の河上民雄が委員長辞任届けを社会党に提出した。
1965年（昭和40年）1月過労で倒れ、12月3日、温泉病院で、片時も離さなかった聖書を枕元においたままこの世を去った。発病の10日前、NHKのテレビ党首対談で丈太郎は「日本国民は、原爆を浴びた最初の国だ。だからこそ、神のみこころである平和運動の先頭に立つのも日本国民だ。この世界平和を達成するために、私は私の全生涯を捧げる」と語った。死因はくも膜下出血だった。享年76。墓所はあきる野市西多摩霊園。

## エピソード

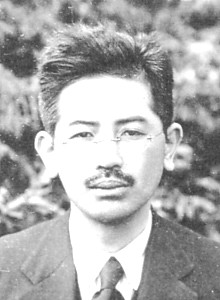
若い頃

当時、新聞記者の間で政治家の話題が出たときは、呼び捨てにするか愛称で呼ぶのが普通だったが、新聞記者の間でも河上は人格者として知られており、誰もが河上のことを「河上さん」とさん付けで呼んだというエピソードが残っている。また、河上は学者出身らしく、遊説の合間に外国の新聞や雑誌に目を通し、常に政策の勉強を怠らなかったといわれている。
河上が死去したとき、旧制第一高等学校以来の友人である賀屋興宣は追悼文の中で理想、信念、信仰、正義、熱情、純情、善意等の言葉で河上のことを評した。
（以上のエピソードは石川真澄 著 『人物戦後政治』 岩波書店、1997年、ISBN 4-00-023314-9、151〜152頁より）